# Благослови меня, Ультима (фильм)
«Благослови меня, Ультима» (англ. Bless Me, Ultima) — художественный фильм режиссёра Карла Франклина, который является экранизацией одноимённого романа 1972 года, написанного Рудольфо Анайя. Премьера фильма состоялась в Эль-Пасо 17 февраля 2012 года, в прокат вышел в феврале 2013 года.

## Сюжет
Действие фильма происходит в Нью-Мексико во время Второй мировой войны и повествует об отношениях между ребёнком (Антонио) и пожилой знахаркой (Ультима), которая оказывает существенное влияние на его становление, взросление и будущую жизнь. Юный Антонио собственными глаза увидит и добро, и зло, которое, если верить Ультиме, всегда слабее.

## В ролях
- Люк Ганалон — Антонио
- Мириам Колон — Ультима
- Бенито Мартинес — Габриэль
- Долорес Харадия — Мария
- Альфред Молина — голос Антонио (за кадром)
- Мануэль Гарсия-Рульфо — дядя Педро
- Рауль Кастильо — Эндрю

## Восприятие
На сайте Rotten Tomatoes фильм имеет рейтинг 69 % основанный на 36 отзывах.